# Sabbio Chiese
Sabbio Chiese (lombardul: Sàbio) település Olaszországban, Lombardia régióban, Brescia megyében. Lakosainak száma 4001 fő (2023. január 1.). Sabbio Chiese Barghe, Gavardo, Odolo, Provaglio Val Sabbia, Vallio Terme, Villanuova sul Clisi, Preseglie és Vobarno községekkel határos.

## Népesség
A település lakossága az elmúlt években az alábbi módon változott:
| Lakosok száma | 3904 | 3899 | 4001 |
|               | 2017 | 2018 | 2023 |